# La señorita Cora
La señorita Cora es el título de un cuento del escritor argentino Julio Cortázar. Incluido en el volumen Todos los fuegos el fuego, el relato profundiza en la relación emocional que se establece entre un adolescente ingresado en un hospital y la enfermera que lo atiende. 
Una de las peculiaridades estilísticas del cuento radica en el continuo y abrupto salto del punto de vista narrativo entre los personajes, cuyos pensamientos se entremezclan, a veces dentro del mismo párrafo, sin que el lector pueda distinguirlos con signos de puntuación como la raya o las comillas.

## Sinopsis
La historia se centra en Pablo, un adolescente que está ingresado en un hospital para ser intervenido de apendicitis. Durante su estancia se siente atraído por una joven y atractiva enfermera, Cora, quien a su vez mantiene un romance con el anestesista del equipo quirúrgico. El chico, que ha vivido siempre muy protegido por su madre pero que pasa por una etapa de intensa efervescencia emocional, siente la necesidad de demostrar que ya no es un niño y de reafirmarse como adulto ante Cora. 